# Powstanie anarchistyczne w Hiszpanii (1933)
Powstanie anarchistyczne w Hiszpanii – 8 grudnia 1933 roku wybuchy bomb w hiszpańskiej Saragossie obwieściły rozpoczęcie anarchistycznej rewolucji. Objęła ona działaniem głównie cztery prowincje: Aragonię, Katalonię, Huesca i Teruel przy czym tylko w tej pierwszej udało się obalić strukturę władzy regionalnej.
Wybrana rada rewolucji pod przewodnictwie Bonaventury Durrutiego ogłosiła wcielenie w życie programu społecznego przygotowanego przez anarchosyndykalistyczny związek CNT. Walki dość szybko rozprzestrzeniły się na kolejne miasta przy czym najkrwawsze miały miejsce w Saragossie gdzie w pierwszych godzinach na barykadach zginęło blisko 100 członków CNT.
Po kilku dniach rewolucja została brutalnie stłumiona, a bezpośrednio po niej rząd dokonał masowych aresztowań i zdelegalizował CNT.